# Gaston Emanuel Westman
Gaston Emanuel Westman (1888–1967) var en dansk adventistprædikant, der i sit virke stiftede flere menigheder i Danmark.
G.E. Westman var i 1920'erne og 1930'erne aktiv forkynder for Syvende Dags Adventistsamfundet i Danmark. Her grundlagde han bl.a. menighederne i Ringsted, Sorø, Køge, Korsør og Stege. Derudover var han i perioder også ansat som præst for adventistmenighederne i bl.a. Odense, Horsens, Nakskov, Nykøbing F., Kalundborg og Rønne. Derudover virkede han også på Færøerne og i USA.
Før Westman læste til præst var han skorstensfejer. Ved afslutningen af sine teologiske studier udtrykte han sin glæde og taknemmelighed over, at han: 
... som skorstensfejersvend i København havde fået nåde til at modtage evangeliet og havde aflagt sin "sorte ham" for at uddanne sig til en anden "renselsesgerning," nemlig at forkynde evangeliets kraft, der kan rense hjerterne fra "syndens sod".
Foruden evangeliske emner, interesserede Westman sig også for afholdenhed fra alkohol og tobak. 
I 1918 blev Westman gift med Julie Marie Christensen, der stammede fra Skagen. 
 Der er for få eller ingen kildehenvisninger i denne artikel, hvilket er et problem. Du kan hjælpe ved at angive troværdige kilder til de påstande, som fremføres i artiklen.